# امارت بخارا
امارت بخارا دولتی در آسیای مرکزی بود که از سال ۱۷۸۵ تا ۱۹۲۰ میلادی توسط دودمان منغیت موجودیت یافت و جایگزین خانات بخارا شد. این امارت با فروپاشی امپراتوری نادرشاه افشار پا گرفت و با پیروزی بلشویکها در روسیه از پا افتاد. پایتخت این امارت شهر بخارا بود.

## چگونگی به قدرت رسیدن
منغیتها در دورهٔ حکومت پیشینِ بخارا یعنی جانیان، نسل‌به‌نسل سمت اتالیق را نزد حاکمان داشتند از این رو پیوسته به قدرت‌شان افزوده می‌شد. قدرت محمدرحیم‌بیگ منغیتی که اتالیقِ ابوالفیض‌خان اشترخانی بود تا جایی رسید که ابوالفیض را کشت و خودش بجایش نشست و این‌گونه امارت بخارا بجای خانات بخارا و دودمان منغیت به جای دودمان جانی نشست.

## تاریخ
امارت بخارا رسماً در سال ۱۷۸۵ ایجاد شد و در سال ۱۸۶۸ میلادی، در جنگ با روسیه مغلوب شد و به قلمرو این امپراتوری ضمیمه گشت. در سال ۱۹۲۰ میلادی، امارت بخارا را بلشویک‌ها تسخیر کردند و آن را جمهوری خلق شوروی بخارا نامیدند.

### فهرست امیران بخارا (۱۷۸۵–۱۹۲۰)

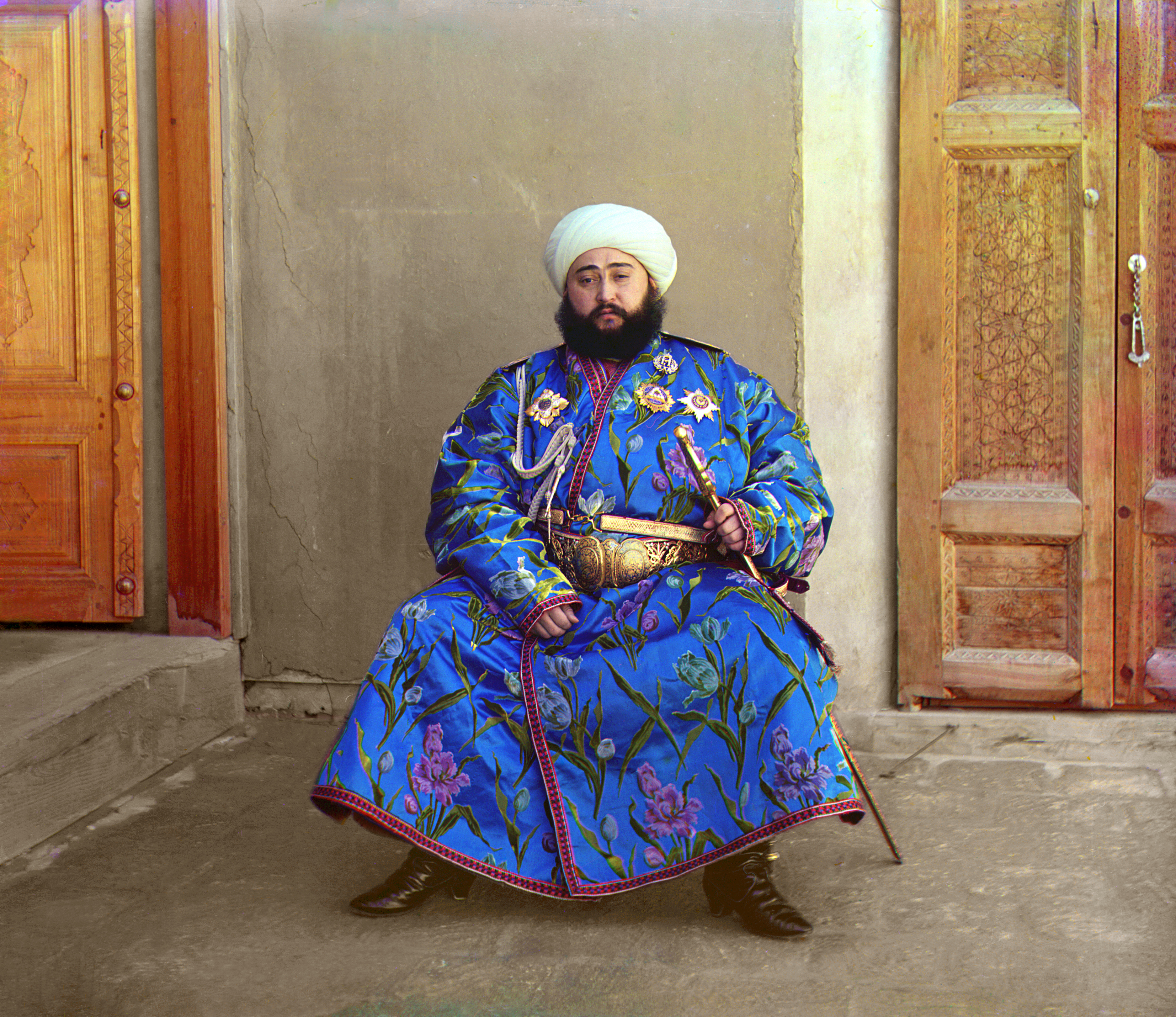
امیر عالم خان (۱۸۸۰–۱۹۴۴) واپسین امیر بخارا

| عنوان                                          | نام                                                    | سلطنت     |
| ---------------------------------------------- | ------------------------------------------------------ | --------- |
| Ataliq اتالیق                                  | Khudayar Bey خدایار بیگ                                | ?         |
| Ataliq اتالیق                                  | Muhammad Hakim محمد حکیم                               | ?–۱۷۴۷    |
| Ataliq اتالیق                                  | Muhammad Rahim محمد رحیم                               | ۱۷۴۷–۱۷۵۳ |
| Amir امیر                                      | Muhammad Rahim محمد رحیم                               | ۱۷۵۳–۱۷۵۶ |
| Khan خان                                       | Muhammad Rahim محمد رحیم                               | ۱۷۵۶–۱۷۵۸ |
| Ataliq اتالیق                                  | Daniyal Bey دانیال بیگ                                 | ۱۷۵۸–۱۷۸۵ |
| Amir Masum امیر معصوم                          | Shah Murad bin Daniyal Bey شاه مراد بن دانیال بیگ      | ۱۷۸۵–۱۸۰۰ |
| Amir امیر                                      | Haydar Tora bin Shah Murad حیدر توره بن شاه مراد       | ۱۸۰۰–۱۸۲۶ |
| Amir امیر                                      | Hussain bin Haydar Tora حسین بن حیدر توره              | ۱۸۲۶–۱۸۲۷ |
| Amir امیر                                      | Umar bin Haydar Tora عمر بن حیدر توره                  | ۱۸۲۷      |
| Amir امیر                                      | Nasr-Allah bin Haydar Tora نصرالله بن حیدر توره        | ۱۸۲۷–۱۸۶۰ |
| Amir امیر                                      | Muzaffar al-Din bin Nasr-Allah مظفر الدین بن نصرالله   | ۱۸۶۰–۱۸۸۶ |
| Amir امیر                                      | Abdul-Ahad bin Muzaffar al-Din عبد الأحد بن مظفر الدین | ۱۸۸۶–۱۹۱۰ |
| Amir امیر                                      | امیر عالم‌خان محمد عالم خان بن عبد الأحد                | ۱۹۱۰–۱۹۲۰ |
| سرنگونی امارت بخارا با جمهوری خلق شوروی بخارا. |                                                        |           |